# Station Börßum
Station Börßum (Haltepunkt Börßum) is een spoorwegstation in de Duitse plaats Börßum, in de deelstaat Nedersaksen. Het station ligt aan de spoorlijn Braunschweig - Bad Harzburg. Vroeger waren er ook verbindingen naar Wassersleben, Helmstedt en Salzgitter-Ringelheim. De lijn naar Helmstedt en naar Wassersleben zijn opgebroken. De spoorlijn naar Salzgitter-Ringelheim wordt tegenwoordig gebruikt door een museumstoomtrein. De verbindingen tussen deze spoorlijn en de spoorlijn Braunschweig - Bad Harzburg is opgebroken.

## Indeling
Het station beschikt over één eilandperron met twee perronsporen, die deels is overkapt. Het perron is te bereiken via een voetgangerstunnel vanaf de straat Bahnhofstraße en via een overpad vanaf dezelfde straat. In deze straat bevinden zich ook een parkeerterrein, een fietsenstalling en het voormalige stationsgebouw. Tevens is de originele locomotiefloods nog aanwezig maar de draaischijf is verwijderd.

## Verbindingen
De volgende treinseries doen het station Börßum aan:
| Serie | Treinsoort           | Route                                                                | Bijzonderheden                    |
| ----- | -------------------- | -------------------------------------------------------------------- | --------------------------------- |
| RB 42 | Regionalbahn (Erixx) | Braunschweig Hbf – Wolfenbüttel – Börßum – Vienenburg – Bad Harzburg | Gekoppeld aan RB 43 in Vienenburg |
| RB 43 | Regionalbahn (Erixx) | Braunschweig Hbf – Wolfenbüttel – Börßum – Vienenburg – Goslar       | Gekoppeld aan RB 42 in Vienenburg |